# Tinambac, Camarines Sur
Tinambac là đô thị hạng 1 ở tỉnh Camarines Sur, Philippines. Theo điều tra dân số năm 2015, đô thị này có dân số 67.572 người. 

## Các đơn vị hành chính
Tinambac về mặt hành chính được chia thành 44 khu phố (barangay).
| - Agay-Ayan - Antipolo - Bagacay - Banga - Bolaobalite - Bani - Bataan - Binalay (Pob.) - Buenavista - Buyo - Cagliliog - Caloco - Camagong - Canayonan - Cawaynan | - Daligan - Filarca (Pob.) - La Purisima (Pob.) - Lupi - Magsaysay (Camp 4) - Magtang - Mananao - La Medalla (Mile 9) - New Caaluan - Olag Grande - Olag Pequeño - Old Caaluan - Pag-Asa - Pantat - Sagrada (Camp 6) | - Salvacion - San Antonio - San Isidro (Pob.) - San Jose (Tiltilan) - San Pascual (Pob.) - San Ramon (Camp 7) - San Roque - San Vicente - Santa Cruz (Pob.) - Sogod - Tamban - Tierra Nevada - Union - Salvacion Poblacion |